# Hip-hop
Cet article concerne la musique rap en tant que genre musical. Pour plus d'information sur la technique vocale ou les autres disciplines, voir rap et culture hip-hop.
Ne doit pas être confondu avec Trip hop ou Pop-rap.
Pour les articles homonymes, voir hop.
Sous-genres
Hip-hop alternatif, hip-hop chrétien, rap politique, hip-hop expérimental, gangsta rap, rap hardcore, horrorcore, nerdcore, cloud rap, mumble rap
Genres dérivés
Breakbeat, oldschool jungle, drum and bass, trip hop, grime, breakbeat hardcore, neo soul, big beat, trap
Genres associés
Country rap, hip-house, electrorap, crunk, jazz rap, nu metal, ragga, reggaeton, rap rock, rapcore, rap metal, ghettotech, glitch hop, new jack swing, hip-hop psychédélique
Le hip-hop, est une culture et un genre musical de musique populaire, caractérisé par un rythme accompagné par son expression musicale, le rap, et de l'ensemble des cultures urbaines et artistiques qui le constituent et l'entourent, né à New York dans le South Bronx à la toute fin des années 1960 et au début des années 1970. La culture hip-hop reconnaît 5 disciplines : le rap (ou MCing), le DJing, le breakdance (ou b-boying), le graffiti et le beatboxing. C'est néanmoins par son expression musicale qu'il est le plus connu à partir de la fin du XXe siècle, bien que cela n'ait pas été le cas à ses débuts, mais de ce fait, le hip-hop est souvent réduit à la musique rap, ou musique hip-hop,.
Originaire des ghettos noirs et latinos de New York, il se répand dans l'ensemble du pays puis gagne progressivement les quartiers populaires du monde entier à partir des années 1980 et 1990, au point de devenir une culture urbaine des plus importantes, et même dominante.
Son expression musicale est elle-même souvent appelée rap, ce qui constitue un raccourci dans la mesure où ce terme ne s'applique qu'à la parole, scandée et saccadée, propre au MCing. La musique hip-hop peut en effet revêtir plusieurs formes, voire se limiter aux seuls beats du DJ (disc jockey), auquel cas le terme rap ne convient pas.
La musique hip-hop new school désigne la seconde vague du hip-hop, ayant émergé entre 1983 et 1984 avec des chansons de groupes comme Run–DMC et de rappeurs tels que LL Cool J. L'âge d'or du hip-hop désigne une période d'innovation ancrée au milieu des années 1980 et au début des années 1990. Des groupes et artistes notables de cette période incluent la Juice Crew, Public Enemy, Eric B. and Rakim, Boogie Down Productions et KRS-One, EPMD, Slick Rick, Beastie Boys, Kool G Rap, Big Daddy Kane, Ultramagnetic MCs, De La Soul, et A Tribe Called Quest, respectivement. Le gangsta rap est un sous-genre du hip-hop qui se consacre le plus souvent à un mode de vie violent et à des conditions de misère au sein de la jeunesse afro-américaine. Schoolly D, N.W.A, Ice-T, Ice Cube, et les Geto Boys en sont les groupes et artistes clés, connus pour mêler paroles sociales et politiques issues du rap politique et histoires de criminels courantes dans le gangsta rap.

## Terminologie
La création du terme « hip-hop » est souvent attribuée à Keef Cowboy, rappeur de Grandmaster Flash and the Furious Five. Cependant, Lovebug Starski, Keith Cowboy, et DJ Hollywood utilisaient le terme lorsque la musique était connue sous le nom de disco rap. Le fondateur de l'Universal Zulu Nation, Afrika Bambaataa, est considéré comme celui qui a attribué le terme à la sous-culture à laquelle la musique appartient ; bien qu'il s'agît d'un terme dépréciatif appliqué à ce type de musique. La première utilisation du terme dans la presse écrite se situe dans un article du Village Voice de Steven Hager, par la suite auteur d'un ouvrage sur le hip-hop de 1984. Étymologiquement, selon Ailane, « hip-hop », serait la combinaison du terme anglais hip qui signifie « être dans le vent, être branché » dans le parler de la rue, et de to hop dont on peut traduire le sens par sauter ou danser. Pour certains pionniers comme Grand Master Caz, le mot hip-hop viendrait du mot « hippie » car à son origine ce mouvement culturel avait pour vocation de canaliser les frustrations et la violence pour en faire quelque chose de positif.

## Histoire

### Années 1970

#### Origines

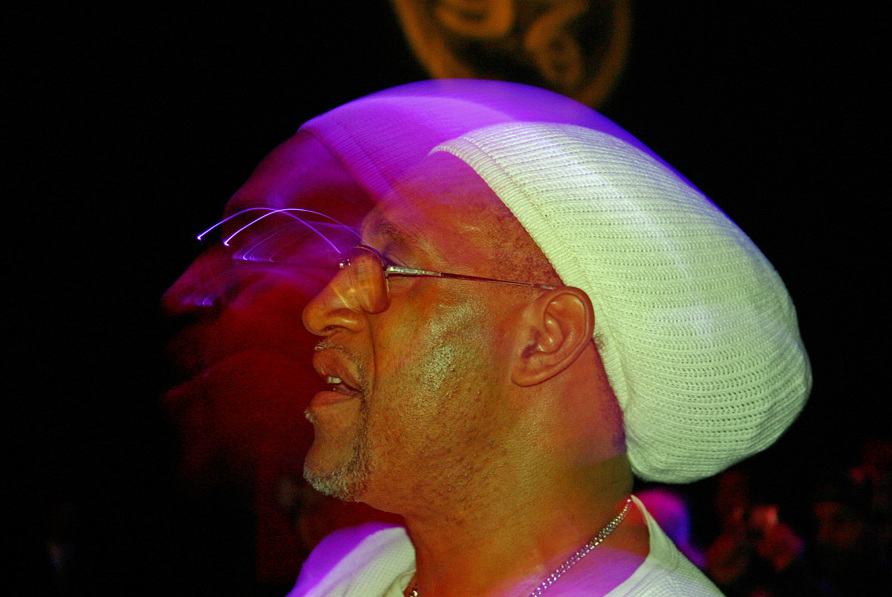
DJ Kool Herc est reconnu comme l'un des pionniers du genre.

La musique et la culture hip-hop sont formées pendant les années 1970 lorsque les block parties se popularisent à New York, en particulier chez la jeunesse afro-américaine et caribéenne du Bronx. Les block parties incorporent des DJs, qui jouaient des genres de musique populaire, en particulier funk et soul. Avec un accueil positif, les DJs commencent à isoler les breaks percussifs des chansons populaires. Cette technique vient de la musique dub jamaïcaine et est largement popularisée à New York par les immigrés originaires de Jamaïque et des Caraïbes, comme DJ Kool Herc, appelé le « père fondateur du hip-hop »,. La culture hip hop est donc largement empruntée aux sound systems jamaïcains, qui utilisaient des DJ au micro depuis au moins 1949 (Le Rap est né en Jamaïque de Bruno Blum publié par Le Castor Astral, 2009).
Des techniques de turntablism – comme le scratching (attribué à Grand Wizzard Theodore), le beat mixing et/ou matching, et le beat juggling – se développent. La musique hip-hop à ses débuts devient une « voix » ou « issue de secours » pour la jeunesse des quartiers défavorisés quotidiennement minée par les discriminations sociales, économiques et politiques. Selon Chang et Ailane, le hip-hop les block parties représentaient des échappatoires aux problèmes quotidiens qu’ils rencontraient, les injustices sociales au sein des ghettos, telles les coupes budgétaires dans les domaines qui les concernaient et la rénovation urbaine les excluant d’une pleine participation sociale. Ainsi, le hip-hop donnait un meilleur sens à ces ghettos.

#### Introduction du rap
Le rap, MCing ou emceeing, est un style vocal dans lequel le chanteur parle, généralement sur un morceau instrumental ou synthétisé. Le morceau, en signature 4/4, peut être créé par échantillonnage, notamment. Ils incorporent également synthétiseurs et boîte à rythmes. Les rappeurs peuvent écrire, mémoriser, ou improviser leurs paroles et les chanter a cappella ou pendant un morceau. La musique hip-hop intronise le rap à la culture hip-hop, mais le rap est absent des chansons de hip-hop comme dans Hip Hop, Be Bop (Don’t Stop) des Man Parrish ; Chinese Arithmetic de Eric B. and Rakim ; Al-Naafiysh (The Soul) et We're Rocking the Planet de Hashim ; et Destination Earth de Newcleus. Cependant, la majeure partie du genre est accompagné de rap, en partie de rap féminin. La MC Sha Rock, originaire du Bronx et membre des Funky Four Plus One est considérée comme la première rappeuse au hip-hop. The Sequence, un trio de hip-hop signé au label Sugar Hill Records au début des années 1980, est le premier groupe féminin à faire paraître un disque de rap, Funk You Up.
Les racines du rap remontent à la musique afro-américaine et plus loin à la musique africaine, en particulier celle des griots de l'Afrique de l'ouest. Les traditions afro-américaines signifyin’, les insultes rituelles, et la poésie influence la musique hip-hop. À New York, les musiques spoken-word de groupes et musiciens comme The Last Poets, Gil Scott-Heron et Jalal Mansur Nuriddin influence l'environnement social dans lequel le hip-hop a été créé. Le Jamaïcain DJ Kool Herc et Coke La Rock influencent le style vocal du rap avec des versets poétiques accompagnés de breaks de musique funk,. Plus tard, les MC varient de rythme et de style vocal, avec quelques brèves rimes, souvent à caractères sexuels ou scatologiques, afin de se différencier des autres et de divertir le public. Ces premiers groupes de rap incorporent des insultes rituelles. Kool Herc & the Herculoids sont le premier groupe à se populariser à New York, mais le nombre de MC s’accroît avec le temps. Il y avait souvent collaborations entre gangs, comme l'Universal Zulu Nation d'Afrika Bambaataa—actuellement une organisation internationale. Melle Mel, un rappeur des Furious Five est considéré comme le premier parolier de rap à s'auto-proclamer « MC ».

#### Influence du disco
La musique hip-hop est influencée par le disco et le contre-coup qui lui est associé. Selon Kurtis Blow, le tout premier chanteur de Rap à avoir signé avec une Major avec le tube The Break, les premiers jours du hip-hop se caractérisent par la division entre fans et détracteurs du disco. Le hip-hop émerge comme « réponse directe à la disco européanisée », et les premières chansons hip-hop se basent principalement sur des boucles musicales de style hard funk.
Dès le début des années 1970, le mouvement hip-hop se scinde en deux écoles. D'un côté, il y a les DJs et MCs hip-hop influencés par le disco, qui officient dans des clubs selects du Queens, Manhattan ou Harlem, comme Pete DJ Jones, Eddie Cheeba, DJ Hollywood, Grandmaster Flowers et Lovebug Starski. Ce genre musical est parois qualifié de « disco rap »,. De l'autre côté, on trouve les musiciens de hip-hop pur et dur qui se focalisent sur des rimes rapid-fire et des schèmes rythmiques plus complexes. Ceux-ci jouent dans des « block parties » organisées dans les parcs ou les salles du Bronx. DJ Kool Herc, Afrika Bambaataa, Paul Winley, Grandmaster Flash, et Bobby Robinson font partie de cette catégorie et regardent les premiers avec plus ou moins de mépris.
Cependant, en 1979, la boucle ou chanson disco instrumentale devient de plus en plus la base de la musique hip-hop.

### Années 1980

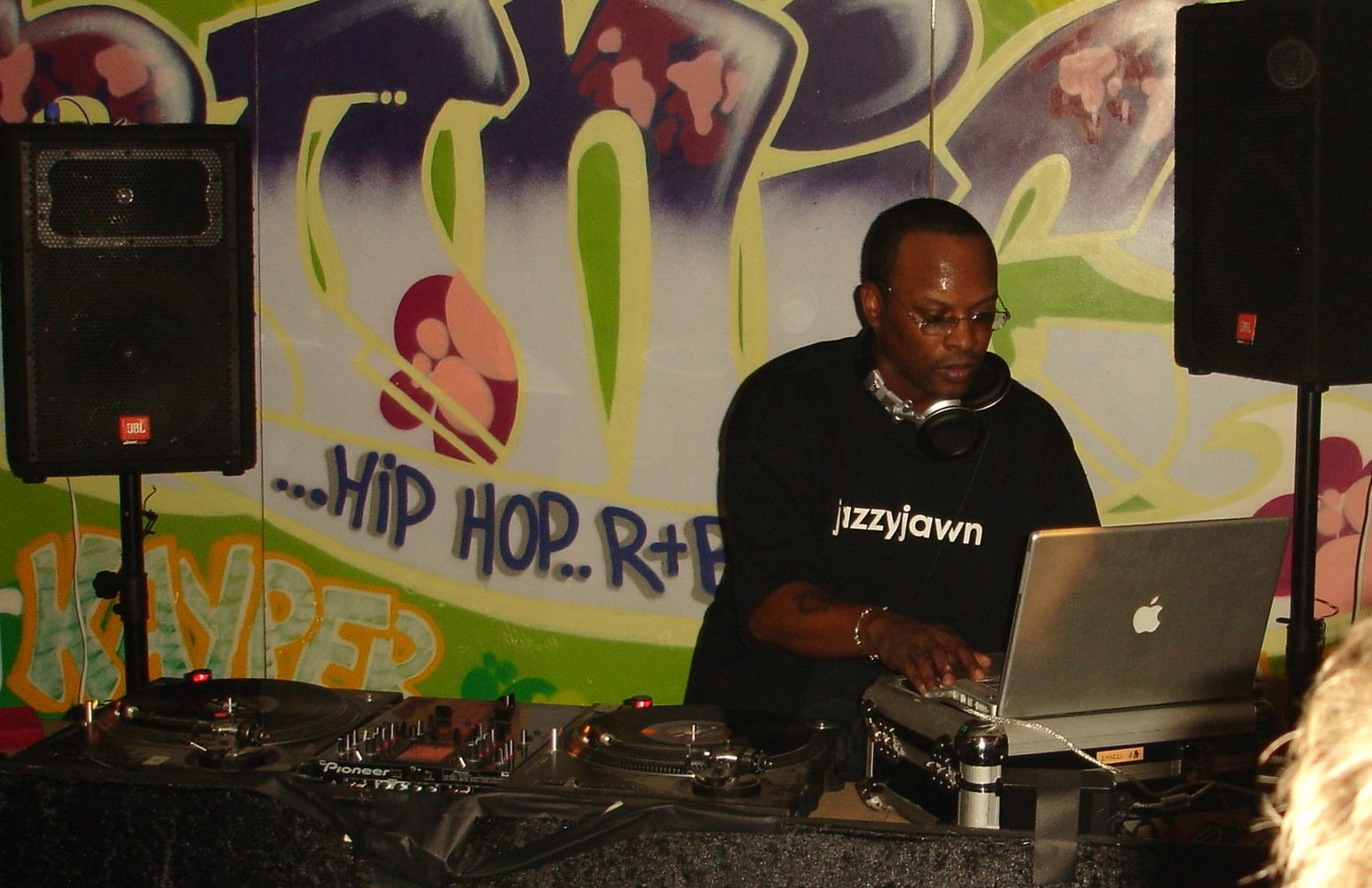
DJ Jazzy Jeff aux platines en 2005.

Les années 1980 marquent la diversification du hip-hop tandis que le genre se développe en des styles plus complexes. New York devient un véritable laboratoire dans la création de nouveaux sons hip-hop. Des premiers exemples de cette diversification peuvent être entendues dans The Adventures of Grandmaster Flash on the Wheels of Steel de Grandmaster Flash (1981), un single qui comprend presque exclusivement des samples, et dans les chansons Planet Rock d'Afrika Bambaataa (1982) et Nunk de Warp 9 (1982) qui mêlent hip-hop et electro. Beat Bop de Rammellzee et K-Rob est un slow jam qui comprend des éléments de dub (reverb et échos) comme textures et effets sonores. Light Years Away de Warp 9 (1983) (produit et écrit par Lotti Golden et Richard Scher), décrit comme « la première pierre à l'édifice du beatbox afrofuturiste du début des années 1980 » par le journal britannique The Guardian, présente des paroles traitant du social d'un point de vue science-fiction.
La prolifération du hip-hop électro et des albums hip-hop au début des années 1980 peut être attribuée à la boîte à rythmes Roland TR-808 utilisée par les beatmakers et producteurs. Apparu sur le marché en 1980, elle devient la boite à rythmes de choix à la fois pour son prix mais aussi pour sa qualité analogique, en particulier le bassdrum,. La nouvelle génération de boîtes à rythmes comme le 808 et l'Oberheim DMX définissent aussi les chansons électro et new électro de cette période. Le sampling s'améliore au fil du temps. Les paroles et thèmes se développent également dans le hip-hop. Le vieux style lyrique des années 1970, teinté de chants clichés, est remplacé par des paroles métaphoriques explorant diverses variétés de sujets. Les paroles elles-mêmes sont chantées de différentes manières, souvent complexes et au même rythmes que les instruments. Des artistes comme Melle Mel, Rakim, Chuck D, KRS-One et Warp 9 ont révolutionné le hip-hop en le transformant en une forme d"art plus mûre, avec des arrangements sophistiquées. Le single The Message (1982) de Grandmaster Flash and the Furious Five est le pilier du rap conscient.

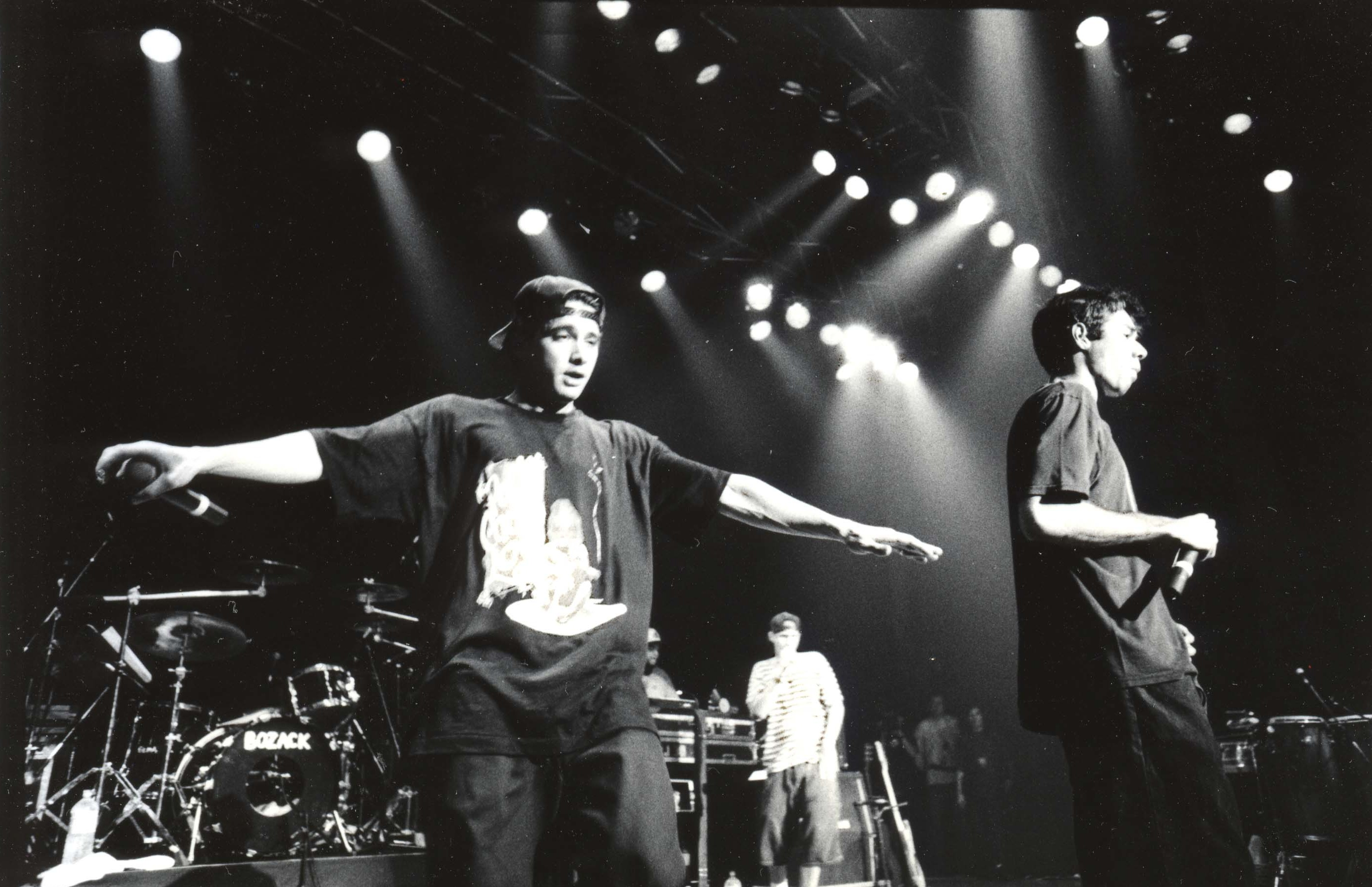
Les Beastie Boys en 1992.

Des labels indépendants comme Tommy Boy Entertainment, Prism Records et Profile Records atteignent le succès au début des années 1980, publiant des albums à un rythme effréné pour combler les demandes des chaînes de radio et clubs locaux. L'électro et le rap sont les catalyseurs du mouvement hip-hop mené par des groupes comme Cybotron, Hashim, Afrika Bambaataa, Planet Patrol, Newcleus et Warp 9. À New York, les artistes collaborent avec des producteurs et compositeurs tels qu'Arthur Baker, John Robie, Lotti Golden et Richard Scher, échangeant ainsi de nombreuses idées qui aideront au développement du hip-hop. Certains rappeurs deviendront même connus dans la scène pop grand public. La participation de Kurtis Blow dans une publicité pour Sprite marque la première fois qu'un rappeur est présenté dans une publicité. Les chansons Rapture de Blondie et Christmas Wrapping du groupe de new wave The Waitresses sont parmi les premières chansons pop à faire usage du rap.
Avant les années 1980, le hip-hop ne se consacrait qu'à ce qu'il se passait localement aux États-Unis. Mais, à partir des années 1980, il commence à s'étendre dans une douzaine d'autres pays. Greg Wilson est le premier DJ à présenter l'électro hip-hop au public britannique au début des années 1980, optant pour des versions instrumentales ou dub de Nunk de Warp 9, ET Boogie d'Extra T, Hip Hop, Be Bop (Don't Stop) de Man Parrish, et Planet Rock et Dirty Talk.
Au début de la décennie, le B-boying devient le premier aspect de la culture hip-hop à atteindre le Japon, l'Australie et l'Afrique du Sud, le crew de breakdance Black Noise le pratiquait déjà avant les débuts du rap. Sidney Duteil devient le premier animateur noir en France à présenter l'émission H.I.P. H.O.P. diffusée sur TF1 en 1984, une première au monde dans le genre. Le hip-hop a toujours gardé de proches relations avec la communauté latino de New York. DJ Disco Wiz et la Rock Steady Crew sont parmi les premiers innovateurs de Porto Rico, mêlant anglais et espagnol dans leurs paroles. The Mean Machine enregistre leur première chanson, Disco Dreams, en 1981, et Kid Frost de Los Angeles commence sa carrière en 1982. Cypress Hill est formé en 1988 à South Gate près de Los Angeles. Le hip-hop japonais semblerait avoir émergé avec Hiroshi Fujiwara qui retournera au Japon et commencera à jouer du hip-hop au début des années 1980.

#### Hip-hop new school

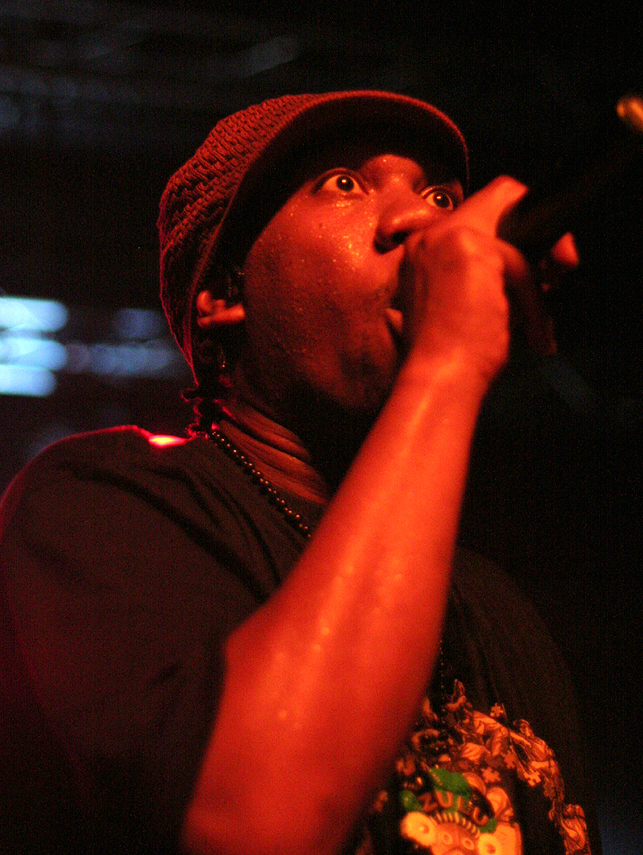
KRS-One est un rappeur clé du hip-hop new school.

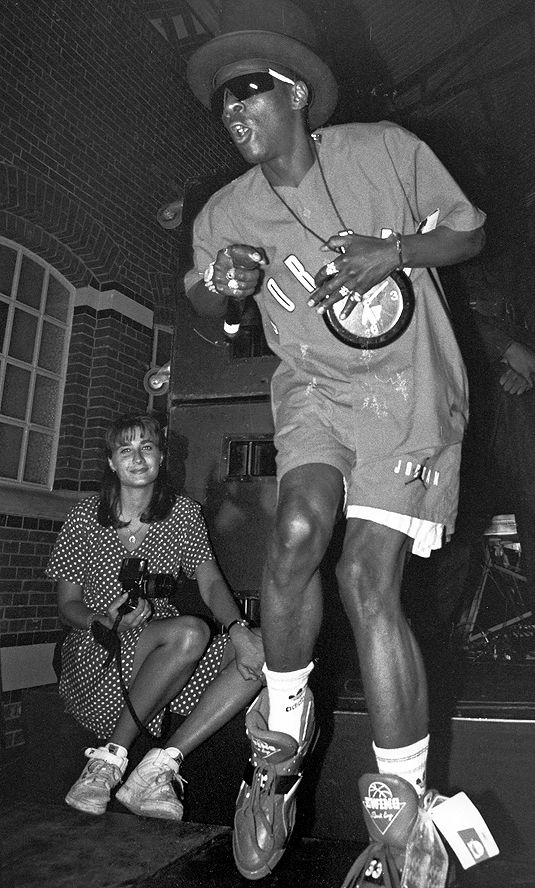
Flavor Flav de Public Enemy en 1991.

Le hip-hop new school désigne la seconde vague de hip-hop ayant émergé entre 1983 et 1984 avec Run–DMC et LL Cool J. Alors que le hip-hop qui le précédait (une période désormais baptisée de hip-hop old-school), le new school se développe à New York. Le new school est à l'origine caractérisé sous forme de minimalisme guidée par une boîte à rythmes influencé par le rock. Il est noté pour son rap et ses commentaires socio-politiques violents. Ces éléments contrastent avec l'image que renvoi les groupes inspirés par le funk et disco d'avant 1984. Les artistes du new school produisent des chansons plus courtes facilitant leur diffusion à la radio. Le hip-hop devient un succès comme en témoigne l'album Licensed to Ill des Beastie Boys (1986), qui atteindra la première place des classements Billboard.

#### Âge d'or du hip-hop
L'« âge d'or » du hip-hop, ou « âge doré », survient entre le milieu des années 1980 et la fin des années 1990, et se définit par sa diversité, sa qualité, son innovation, et l'importance de ses contenus,,,,,. Il y a un lien fort entre l'afrocentrisme et le militantisme politique dans les paroles de cette période. Le style musical est expérimental et rempli de samples,,. Les artistes et groupes souvent associés à cette période sont Public Enemy, Boogie Down Productions, Eric B. and Rakim, De La Soul, A Tribe Called Quest, Gang Starr, Big Daddy Kane et les Jungle Brothers,,,,,.
L'âge est noté pour son innovation – un temps durant lequel « tous les nouveaux singles auraient réinventé le genre », selon le magazine Rolling Stone.

### Années 1990

#### Succès public
En 1990, Fear of a Black Planet de Public Enemy emporte le succès critique et public. L'album joue un rôle clé dans la popularisation du hip-hop auprès du grand public en 1990, décrit par Billboard comme « l'année où le rap a explosé ». Des articles d'autres journaux tels que le Time et le Los Angeles Times citent l'album pour son importance dans la scène,.
MC Hammer atteint le succès grâce à son album Please Hammer, Don't Hurt 'Em, certifié multi-disque de platine. Il atteint la première place des classements, et son single, U Can't Touch This, atteint le top 10 du Billboard Hot 100. MC Hammer devient l'un des rappeurs les plus populaires du genre et jouera lui aussi un rôle clé dans le genre. L'album élève le rap vers un niveau de popularité encore plus grand. Il est le premier album de hip-hop certifié disque de diamant par RIAA pour avoir dépassé les 10 millions d'exemplaires vendus. Il reste l'un des albums du genre les mieux vendus. En date de 2017, l'album compte 18 millions d'exemplaires vendus,,. Publié en 1990, Ice Ice Baby de Vanilla Ice est le premier single hip-hop à atteindre les classements Billboard. Il atteint aussi la première place dans d'autres pays comme l'Australie aidant ainsi à populariser le genre dans le monde. En 1992, Dr. Dre publie The Chronic. Là encore, l'album popularise le gangsta rap de la côte ouest américaine, qui devient plus viable que son rival de la côte est américaine ; l'album lance un style nommé G-funk, qui dominera par la suite la côte ouest.
Malgré le soutien des chaînes de radio afro-centrées, le hip-hop devient l'un des meilleurs genres musicaux du milieu des années 1990, qui, en 1999, compte un total de 81 millions d'albums vendus,,. La fin des années 1990 assiste à la domination du genre par le Wu-Tang Clan, Diddy et les Fugees.

#### Rivalité est/ouest
La rivalité East Coast/West Coast désigne un climat de tension qui dura de 1991 à 1997 et qui opposa les rappeurs issus de la côte ouest des États-Unis à ceux de la côte est. Elle se traduisit par l'assassinat des deux artistes principaux des deux camps : Tupac Shakur (du label Death Row Records) en 1996, puis celui de The Notorious B.I.G. (du label Bad Boy Records) en 1997.

### Années 2000–2010

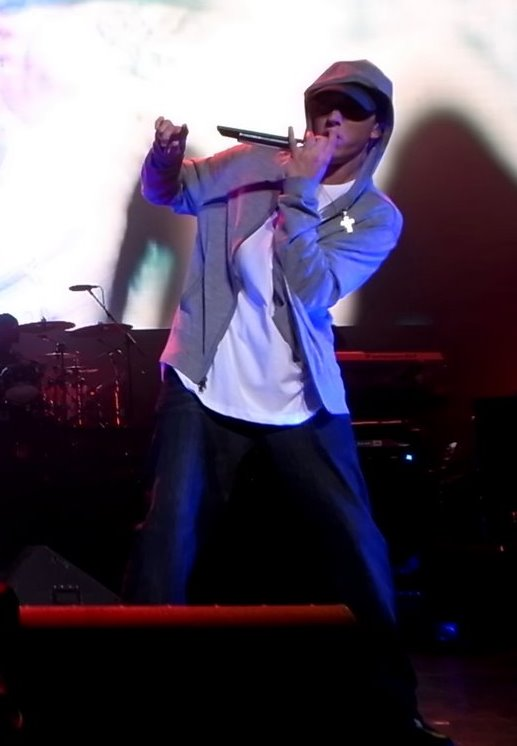
Eminem à la DJ Hero Party de Los Angeles.

La popularité du hip-hop continue de s’accroître dans les années 2000. Dr. Dre reste une figure importante, et produit The Marshall Mathers LP d'Eminem. Dre produit aussi l'album Get Rich or Die Tryin' de 50 Cent, qui se classe premier du Billboard 200. Le hip-hop trouve aussi son chemin de la pop grand public à cette période, en particulier au milieu des années 2000. Le premier album de Nelly, Country Grammar, se vend à plus de neuf millions d'exemplaires. Dans les années 2000, le crunk, un dérivé du Southern hip-hop, gagne considérablement en popularité avec Lil Jon et les Ying Yang Twins. Jay-Z représente le triomphe culturel du hip-hop.
Le hip-hop alternatif, qui a été lancé dans les années 1980, et a ensuite décliné, resurgit au début des années 2000 grâce à un nouvel engouement du public pour la musique indépendante. Des groupes et artistes comme OutKast et Kanye West se populariseront encore à cette période. Des artistes de hip-hop alternatif comme The Roots, Dilated Peoples, Gnarls Barkley et Mos Def se popularisent significativement. L'album St. Elsewhere de Gnarls Barkley, qui mêle funk, neo soul et hip-hop, se classe 20e du Billboard 200. None Shall Pass d'Aesop Rock (2007) est aussi bien reçu par la presse et atteint la 50e place des classements Billboard.
Pendant les années 2010, des artistes de l'âge d'or du hip-hop annoncent leur retour : Eric B. and Rakim, Pete Rock and C.L. Smooth, et A Tribe Called Quest avec un dernier album, intitulé We Got It from Here… Thank You 4 Your Service.

## Scènes internationales
Il est possible d’utiliser l’anthropologie et la sociologie urbaine pour aborder le hip-hop en tant que culture urbaine ou objet culturel transnational. Le hip-hop est souvent vu d’une manière afro-centrée en raison de ses origines historiques, mais de nombreux hip-hoppers aujourd'hui ne sont pas noirs ou ne se revendiquent pas d’une communauté de la diaspora africaine. Plutôt, le contexte globalisé contemporain donne lieu à une dynamique de relocalisation des musiques noires ainsi que l’explique Ailane.

### Allemagne
Des premiers artistes locaux underground sont Cora E. et Advanced Chemistry. Ce n'est pas avant le début des années 1990 que le hip-hop allemand ne se popularise grâce à des groupes comme Die Fantastischen Vier et Rödelheim Hartreim Projekt. Le hip-hop allemand s'inspire largement des films, et se focalise beaucoup sur des éléments culturels comme le graffiti et la breakdance au-delà de la musique elle-même. Ces films mènent la population locale à penser que le rap est bien plus qu'une musique. La scène hip-hop commence à se répandre dans les années 1990. MTV n'existe pas à cette période en Europe, et la scène reste principalement underground. Plus encore, il y a un manque significatif de clubs hip-hop sur le continent.

### Belgique
Le hip-hop en Belgique est principalement mené par des rappeurs originaire d'Afrique et d'Italie. BRC (Bruxelles Rap Convention) est le premier album de rap en français sorti en Belgique en 1990. Réalisé par Defi-J et Rumky, sorti chez Indisc, il regroupe les MCs Defi-J, HBB Band N Ko, Rayer (alias Carjack Ray, plus tard membre du groupe De Puta Madre), Rumky et Shark. DJ Daddy K participera également à la production de certains titres mais aussi aux scratches. Les différents thèmes abordés sont la drogue, le racisme, la non-violence, le hip-hop, les imposteurs, et d’autres sujets comme l’amour, les sentiments, et le public hip-hop.

### Espagne
L'un des facteurs qui contribueront au développement et à la popularisation de la culture hip-hop dans le pays est la présence de bases militaires américaines sur le sol espagnol. Les militaires, en particulier ceux de descendance afro-américaine, écoutaient du rap dans leur base via des stations de radio, notamment. Le phénomène musical et l'un de ses éléments fondamentaux, la breakdance, sont lancés à la même époque à Madrid au début des années 1980. Il se popularise entre 1980 et 1981. La breakdance et le hip-hop se popularise à l'échelle nationale avec la sortie de films américains dans lesquels le breakdancing est l'un des principaux problèmes, tels que Beat Street et Break Dance. Les premiers graffitis en Espagne apparaissent également dans la première moitié des années 1980,.

### France
La culture hip-hop arrive en France en novembre 1982, environ dix ans après son apparition aux États-Unis, avec la tournée New York City Rap en Europe qui diffuse largement cette culture à l'extérieur. Le graffiti commence à se répandre à travers l'hexagone à partir de l'année 1983, et particulièrement à partir de l'été 1984, où les premières pièces apparaissent sur les quais de Seine, réalisées par les premiers tagueurs français comme Bando du Bomb Squad 2, les membres des BBC, ceux de la Force Alphabétick, le graffeur Psyckoze, etc. Dès 1983, les premiers breakers, jeunes parisiens aussi bien que banlieusards, se donnent rendez-vous place du Trocadéro à Paris et les premières soirées hip-hop se déroulent dans des clubs tels que le Bataclan de DJ Chabin, les soirées Chez Roger Boîte Funk au Globo. Le rap et le deejaying commencent dès lors leur ascension. La culture hip-hop est popularisée pour la première fois en France et répandue partout dans le pays grâce à l'animateur, DJ et musicien Sidney, dont l'émission H.I.P. H.O.P., diffusée sur TF1 de janvier à décembre 1984, est la première au monde entièrement hip-hop,. Il était également le premier animateur de télévision noir en France, ; par ailleurs, le festival l'Original 84-04 avait précisément choisi de fêter les 20 ans de l'arrivée du hip-hop en France en 2004, par référence à Sidney et H.I.P-H.O.P ; événement d'une portée symbolique extraordinairement forte pour la culture hip-hop mondiale.
DJ Dee Nasty et Lionel D donnent aussi impulsion à cette culture dans leur émission hip-hop sur radio Nova, Deenastyle, mais surtout par l'organisation de fêtes sauvages (les « free jams », sorte de block parties à la française) au terrain vague de La Chapelle (Paris) en 1986. Les compilations Rapattitude 1 et 2 contribuèrent également à le faire connaître. Mais c'est vers la fin des années 1980-1990 que le hip-hop connaît un large succès public à la scène et au disque, dont il deviendra un acteur majeur, grâce à l'émergence des groupes comme Suprême NTM, IAM, Assassin, Nec Plus Ultra, Les Little, Démocrates D, Tout simplement noir, Ministère A.M.E.R., Timide et Sans Complexe, New Generation MC, Sages Poètes de la rue ou encore MC Solaar, SLEO, Destroy Man, EJM ou Saliha qui sortent leurs premiers disques. Le 16 mai 2001, 300 activistes hip-hop, dont KRS-One, ont présenté à l'ONU à New York la déclaration de paix du hip-hop (The Hip Hop Declaration of Peace).
En 2022, 40 ans après le New York City Rap Tour en France, la Philharmonie de Paris organise la première exposition nationale consacrée à cette culture,,, coordonnée par le commissaire d'exposition François Gautret, breaker, et l'auteur Vincent Piolet.

### Japon

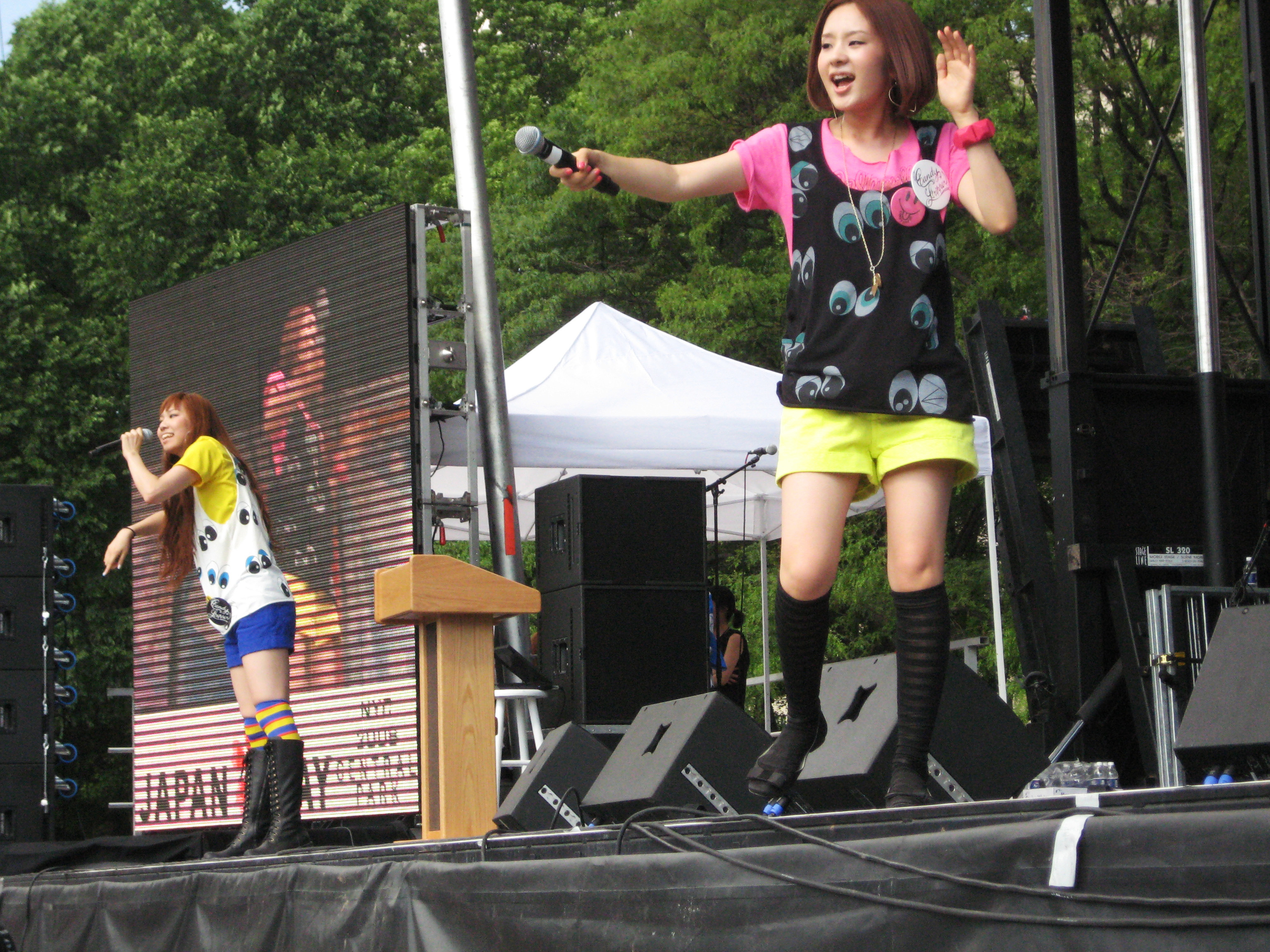
HALCALI en concert à Central Park en 2008.

Au Japon, le hip-hop est plus connu sous le nom de J-rap, mais est également appelé rap japonais, hip-hop japonais, ou J-hip-hop) est un genre musical lancé par le musicien Hiroshi Fujiwara à son retour au Japon au début des années 1980. À ses débuts, le hip-hop ne provoque aucun réel intérêt chez les labels majeurs japonais. De ce fait, le hip-hop japonais offre une représentation de globalisation culturelle tandis qu'il se popularise malgré les critiques de la part des labels majeurs et de la presse écrite. L'histoire montre que l'intérêt pour le genre ne grandit que par un désir de compréhension. Au Japon, cette motivation de représenter l'individualité est caractérisée par la breakdance, l'un des mouvements significatifs du hip-hop de l'époque,.
Une importante étincelle émane du hip-hop japonais en 1983, lorsque la breakdance fait son apparition à Tokyo dans les films et performances sur scène ; bien avant cela, des chansons de hip-hop américain étaient jouées dans les soirées à Tokyo. Selon Takagi Kan, une première génération de MC japonais : « Je savais pas ce qui m'attirait dans le rap et le DJing mais dans le breakdancing et le graffiti, on pouvait comprendre visuellement. Ou plutôt c'était tellement limpide que tu te disais, 'Whoa, c'est cool' [kakoii]. Avec le rap et le DJing, je ne savais pas vraiment ce qu'il y avait de cool. Danser c'est créer un impact visuel que chacun peut comprendre, quand tu te mets à danser il n'y a aucune barrière de la langue. La breakdance représente ce qui lancera vraiment le hip-hop japonais »,.

### Québec
Le hip-hop québécois, ou rap québ', est mutuellement influencé par le hip-hop français et américain. Le genre découle du mouvement hip-hop instauré localement entre l'automne 1979 et l'hiver 1980 par des pionniers tels que Andrew Carr, Butcher T et Mike Williams. D'autre part, les premières pièces du hip-hop québécois apparaissent dans les années 1980, suivant la vague hip-hop américaine. Le 45 tours Ça rend rap du groupe humoristique Rock et Belles Oreilles, sorti en 1985, aura beaucoup de succès. Le groupe Mouvement rap francophone contribue significativement à l'essor locale grâce à la chanson MRF est arrivé, une tentative de faire germer la culture hip-hop dans la partie francophone du Canada, et au Québec. Le rappeur québécois KC LMNOP connait un succès commercial au début des années 1990 avec la chanson Ta yeul' (vis ta vie pis reste en vie), parue sur l'album Ta yeul. L'album La force de comprendre, du groupe Dubmatique, publié en 1997, attire l'intérêt de l'industrie musicale après 150 000 exemplaires vendus. D'autres groupes, comme notamment LMDS et La Constellation, suivent les traces de Dubmatique, et d'autres albums du même genre feront leur apparition.
En 2006, Manu Militari s'impose avec son album Voix de fait qui pousse le hip-hop vers une dimension plus consciente et politique. À partir juillet 2009, Jo le Zef et Filigrann organisent les Word Up! Battles diffusés sur Internet. Ce mouvement de joute verbale a cappella avec des textes pré-écrits gagne rapidement en popularité. Les battles révèlent plusieurs artistes et fait connaître le hip-hop québécois au public français (les français reprirent le concept avec les Rap contenders). La participation de Dramatik (muzion) véritable vétérans du rap game, au Wordup!11 consacre l'importance de ce mouvement. Wordup! donne ainsi un second souffle au mouvement hip-hop québécois.
Dès 2010, le groupe Alaclair Ensemble, composé de KenLo, Maybe Watson, Claude Bégin, Eman, Ogden AKA Robert Nelson, Mash et Vlooper, se démarque par ses productions éclectiques, ses paroles absurdes et ses clins d'œil à l'histoire du Québec. D'autres groupes tentent de briser les clichés au sein de la culture hip-hop québécoise. Dû pour un renouveau, le hip-hop change d'allure avec une nouvelle niche appelée « piu piu », ou « piou-piou », qui favorise la découverte de beatmakers expérimentaux,,.

## Caractéristiques
La culture hip-hop regroupe quatre principaux modes d'expression : rap, deejaying, graffiti et breakdance. Le beatboxing est une sous-branche du hip-hop, il est affilié au rap et au deejaying. Ces modes d’expression artistique existaient séparément avant la création du mouvement hip-hop. Réunis dans les années 1970, ils donnèrent naissance à un réel état d’esprit avec ses propres codes : des valeurs, des attitudes, un style vestimentaire et des cultures urbaines.
La musique hip-hop comporte deux aspects : la production (aussi appelée « beatmaking ») et le chant rap (aussi appelé « emceeing » ou « MCing » (de MC, Master of Ceremony). Le beatmaking peut souvent être confondu avec le deejaying pour la simple raison que les deux font partie de la musique de fond (ou beat) utilisée par le MC pour rapper.

### Deejaying
Le deejaying (DJing ou DJaying) consiste à passer des disques simultanément, en les mélangeant et en les modifiant. Le DJ utilise pour cela des techniques variées comme le scratch, le cutting, le baby scratch ou le crab. Certains DJs du mouvement sont désormais célèbres dans le milieu hip-hop comme DJ Kool Herc, Afrika Bambaataa, Grandmaster Flash, Grand Wizzard Theodore ou bien Jazzy Jay. Plusieurs DJs sont maintenant des stars tels que DJ Premier, ancien coéquipier de Guru dans le groupe Gang Starr, DJ Craze, qui remporte tournoi sur tournoi, Dee Nasty, premier DJ français du mouvement hip-hop dans les années 1980, et DJ Clue, qui grâce à ses mixtapes est le premier DJ de la scène hip-hop à vendre plus d'un million de disques.

### Rap
Le rap (MCing ou emceeing), est un chant saccadé (flow) composé de paroles souvent très imagées, riches en assonances et allitérations. Influencé par le toasting et par des précurseurs dans le jazz ou le rock, il connaît un succès tel qu'on assimile parfois la musique hip-hop au rap. MC est l'appellation qui désigne celui qui anime les soirées ou des manifestations, mais désigne également les rappeurs. Les initiales MC correspondent en anglais à Master of Ceremony ou Microphone Controler. Les premiers DJs encourageaient le public qui assistait aux fêtes à danser. Néanmoins, l'un d'entre eux, Grandmaster Flash, était tellement occupé à passer ses disques et à les écouter qu'il lui devint bientôt nécessaire d'engager deux amis pour qu'ils encouragent le public à sa place. Bientôt, les premiers rappeurs sentirent l'envie de raconter quelque chose de plus, et commencèrent à « lâcher des connaissances » sur le ghetto, et leur vie de tous les jours.
Les premiers groupes de rap avaient un style orienté vers la fête, les paroles étaient alors ponctuées d'onomatopées old-school, plus musical du fait de la présence plus importante alors du DJ. Le rap évolue peu à peu vers un style plus conscient avec, tout d'abord, The Message de Grandmaster Flash et de Melle Mel. Plus tard, avec des groupes comme Public Enemy le discours se radicalise. Puis, enfin, la provenance de plusieurs rappeurs issus de gangs locaux produit le gangsta rap vers la fin des années 1980. C'est quelques années plus tard que le style West Coast est dévoilé au grand public avec le groupe N.W.A et leur album Straight Outta Compton, ainsi que des groupes comme Compton's Most Wanted, Above The Law, South Central Cartel ou Cypress Hill. Le premier MC, ou du moins celui qui est considéré comme tel, est Coke La Rock. Parmi les autres rappeurs et groupes de rap marquant les prémices du rap, peuvent être cités : KRS-One, Grandmaster Flash, Run-DMC, MC Hammer, Beastie Boys, LL Cool J, The Sugarhill Gang, Big Daddy Kane, Afrika Bambaataa ou bien encore Public Enemy, et en France : MC Solaar, EJM et les groupes IAM, NTM, Assassin, Ministère A.M.E.R., Les Little, Timide et Sans Complexe, Sages Poètes de la rue et Ideal J, Fonky Family, La Cliqua, Secteur Ä, Sniper, Lunatic ou Scred Connexion. En la révélation du monde noir des rappeurs comme awadi, Smokey, et surtout dans le brassage du rap avec le vernaculaire comme le wolof, Ewegbe, le noushi.
Le Rap dans son sens développé va au delà du chant saccadé. Nous avons le Rap journalisme et investigation qui introduit le rappeur dans le domaine de recherche pour éclairer les zones d'ombres de l'histoire passé. En exemple plusieurs se focalisent sur la conquête coloniale en Afrique (l'esclavagisme) cependant par le journalisme et investigation RAP l'histoire révèle que l'esclavage existait partout dans le monde avant la traite négriere. Donc différent du rap bling bling (texte imaginaire, Yo) le rap d'investigation est basé sur la vérité historique et introduit le rappeur en recherche pour informer, révolutionner ou éduquer. Ce style de rap ou rouleau est utilisé par les polices investigateurs, les services judiciaires comme topo. Sans oublier les scientifiques après leur recherche sur un domaine et qu'il donne le rapport sur la recherche alors nous avons le rapport ou encore le rap scientifiques.

### Beatmaking
Le beatmaking se fait souvent à l'aide de programmes ou de matériels spécialisés, même si au début le MC rappait sur la partie instrumentale d'une chanson passée en boucle. Le beat était donc composé à partir de samples de disques. Un beat peut être composé de trois sections : le bassline (la forme que prendra la basse dans l'instrumentale), la mélodie (la ligne principale, celle qui captera l'attention), et le drumline (sons de drums - « percussions »), mais la créativité est de mise et aucune règle n'est fixée. Plusieurs beatmakers préfèrent utiliser des samples de diverses sources et les mixer pour créer une mélodie, mais il est tout autant possible de composer complètement.

### Beatbox
Le beatboxing représente plusieurs genres de musique créés en utilisant la voix, la gorge et le nez. Inventé par Doug E. Fresh, il a eu un grand succès dans les années 1980 avant de décliner pour revenir vers la fin des années 1990. Un des beatboxers les plus célèbres est Rahzel, ancien membre de The Roots, dont la chanson la plus célèbre est If Your Mother only knew (sur l'album Make The Music 2000) alliait « le beat et la voix en même temps ». Comme les autres disciplines de la culture hip-hop, le beatbox connaît une résonance planétaire, de Killa Kela au Royaume-Uni, de Saïan Supa Crew à Ezra en France, aux Autrichiens de Bauchklang. De nombreux concours sont faits chaque année que ce soit en France ou ailleurs.

### Hip-hop soul
Le hip-hop soul est un genre à part entière, né de la fusion entre le chant soul ou RnB et la musique hip-hop, qui est le point de jonction de la new jack swing et de la neo soul (ou nu soul). Mary J. Blige porte ainsi depuis ses débuts le titre de Queen of Hip Hop Soul et également Erykah Badu surnommée « Queen of Neo-Soul ».

## Image

### Danse
Le breakdance, pour reprendre la formulation d’Ailane, est l’expression corporelle du hip-hop. Cette danse se caractérise par sa dimension athlétique, enchainant des mouvements fluides et amples qui sont constamment rompus pour laisser place aux suivants. Le terme de breakdance vient des médias, le terme correct étant pour parler de cette danse est le B-boying. Les danseurs sont également appelés breakers ou B-boys (B-girls pour les danseuses), le B signifiant break. En 1970, apparait le Locking avec comme créateur Don Campbell, provenant de la côte ouest des États-Unis. Il fera partie d'un groupe légendaire : les Lockers. L'émission de télévision Soul Train est déterminante dans la diffusion de ses danses car cela est la première fois qu'elles ont été visibles à la télévision. À peu près au même moment en 1978, Boogaloo Sam invente le popping et le groupe Electric Boogaloo Lockers. Le locking et le popping sont plus communément appelés les funk-styles. Fait son apparition une danse dans les années 1980 du hip-hop freestyle à New York. Il a vulgairement été appelé en France en 2003 « new style », terme commercial[réf. nécessaire]. C'est avant tout une danse de club, car elle est née dans les clubs, au moment où les minorités ethniques et gays subissaient de nombreuses ségrégations (voir Paris Is Burning). Aujourd'hui[Quand ?], ces danses se sont exportées dans le monde grâce à Internet, les événements de danse (battles) et les danseurs qui parcourent le monde pour les transmettre.

### Graffiti

Camion « graffé », à Paris.

Le graffiti est un phénomène omniprésent dans le paysage urbain. Le graffiti permet au graffeur (ou graffiti artist, ou « poseur ») de se réapproprier son environnement, et de marquer son mobilier urbain. Toujours réalisé à l'aide de bombes aérosols, parfois d’aérographes, sa pratique nécessite adresse et entraînement et constitue une véritable technique artistique. Celle-ci fait intervenir de nombreuses notions plastiques (stylisation, géométrisation, équilibre, etc.) mais se trouve également en relation avec d’autres domaines artistiques (infographie, photographie, bande dessinée, etc.) En tant que mode d'expression artistique, le graffiti est également porteur d'un message de révolte et d'affranchissement. Il représente souvent une recherche de reconnaissance, un défi à surmonter, ou un moyen exclusif d'expression[pas clair].
Le tag et le graffiti sont l'art de l'écriture, la représentation des lettres et des mots en respectant certains codes. De nombreux styles de tag et de graffiti sont nés de l'observation de polices de caractères d'imprimerie dans les journaux, les publicités, puis de leur modification en tentant de les rendre plus expressives, plus stylisées. La différence entre le tag et le graffiti est une question de dimensions : le tag est une signature à une seule dimension, il n'est composé que de lignes, de lettres sans autre épaisseur qu'un trait. Le graffiti est aussi une signature, comme le tag, mais représentée en deux ou trois dimensions : un i en tag (une barre verticale surmontée d'un point par exemple) devient un rectangle surmonté d'un cercle, ou un parallélépipède surmonté d'une boule par exemple. À partir de la représentation en 2D ou 3D du tag, les graffeurs ont ajouté des ornements à leurs lettres (couronnes par exemple), puis des personnages, des paysages, n'ayant d'autres limites que celles de la peinture, jusqu'à certains graffitis d'aujourd’hui, œuvres quasi-abstraites impossibles à déchiffrer pour un profane. On remarque cependant un phénomène étonnant, la naissance naturelle d'un style local dans chaque pays du monde. On différencie ainsi facilement le style espagnol du style néerlandais, allemand ou français. Il semble donc que le graffiti suive des règles de réalisation différentes selon les pays.

### Mouvement féminin
Bien que le hip-hop est tout d'abord investi par un milieu masculin, les femmes ont apporté, notamment dans la musique, un renouveau côté lyrique, mais aussi en termes de flow et de sujets abordés dans les chansons. Ainsi, elles sont peu à peu parvenues à se faire une place, malgré une infériorité numérique flagrante. En revanche, l'image des femmes dans le paysage du rap est de manière générale peu flatteuse, en regard de certains clips musicaux où celles-ci apparaissent souvent en tenue légère, faisant ainsi ressortir un important sexisme [réf. incomplète]. Ceci est d'autant plus flagrant dans le hip-hop mainstream où les clips passant sur MTV (et consorts) jouent beaucoup avec des imageries sexistes type « salopes qui lavent des voitures »[à recycler]. Tandis que les paroles de rap underground, bien qu'elles soient souvent sexistes (notamment usant d'un vocabulaire homophobe), évoquent aussi les « sœurs » et leur condition spécifique (violences conjugales, maternité, parloirs, etc.). Une conception de la solidarité exclue du hip-hop plébiscité par les grands médias mais qu'on retrouve, par exemple, chez LIM et les rappeuses qu'il a pu produire (notamment dans l'album Rap o Féminin, ou dans l'album solo, Verda, de Mik'ya.
Aux États-Unis, des rappeuses telles que Eve, Heather B, Bahamadia, Lil’Kim Jean Grae, Missy Elliott, MC Lyte, Lauryn Hill, The Lady of Rage, ou encore Foxy Brown ont prouvé que les femmes du hip-hop n'ont rien à envier aux hommes, certaines faisant partie de groupes majoritairement masculins (Ruff Ryders, Fugees, Digable Planets). Depuis le début des années 2010, on a pu assister à un renouveau du rap féminin avec notamment le succès fulgurant de Nicki Minaj, dont le style et les multiples facettes de sa personnalité ont su redonner un intérêt au rap féminin ; ainsi certaines rappeuses ont pu rencontrer un certain succès, comme Iggy Azalea, Azealia Banks, Young M.A , Cardi B ou encore Megan Thee Stallion
En France, on peut citer les rappeuses Saliha (compilation Rapattitude vol. 1, ses deux albums Unique en 1992, et Résolument féminin en 1994), B Love (maxi Lucie et Rapattitude vol. 2), Melissa Kaulitz, Lady Laistee, Sté Strausz, Casey (proche du groupe La Rumeur), Keny Arkana, Diam's, Ucci Why, Chilla, Shay, Ek-tomb (dont une cousine des 2Bal), Sista Cheefa (ancienne rédactrice du fanzine Yours, et qui marque les esprits, bien qu'elle n'ait officiellement sorti qu'un seul titre, Les flammes de la colère, sur la compilation Lab'Elles, initiée par Disques Barclay en 1996), Princess Aniès… Cette dernière fait également partie du groupe-duo mixte, Les Spécialistes. Doréa (SisDee), Lady Jazzamufin, bien que chanteuse à la base (jazz, soul, reggae…), rappe également, et se revendique comme faisant partie de la culture hip-hop.

## Valeurs
Le mouvement hip-hop serait porteur du message d'Afrika Bambaataa et de la Zulu Nation[réf. nécessaire] qui a prôné les valeurs : « Peace, love, unity and having fun » (dont James Brown fera le titre d'une de ses chansons) soit « la paix, l'amour, l'unité et s'amuser », mais aussi le respect d'autrui ainsi que l'unité des peuples. Ainsi que le disent Laplantine et Nouss, le hip-hop peut représenter un lieu de métissage où on allie les problèmes contemporains aux forces ancestrales, les uns répondant aux autres. Le hip-hop est donc à l'origine une culture pacifiste, prônant la pluri-racialité. Il existe de plus un élément implicite, contenu dans chacune des disciplines : le dépassement de soi. En effet, que ce soit dans la danse, le graffiti ou la musique, l'exécutant est invité à s'améliorer pour obtenir chaque fois un résultat meilleur, plus satisfaisant, et repousser ses propres limites chaque fois plus loin[réf. nécessaire].
Ces valeurs universelles sont à l'origine historique du mouvement hip-hop, même si l'ampleur et la diversification du mouvement rend certainement difficile une analyse globale de valeurs. Outre ces messages d'incitation au progrès de soi, les valeurs universelles du hip-hop sont peut-être également à chercher dans la capacité du hip-hop à faire évoluer, par ricochet, la société. En France, l'une des manifestations de la capacité du hip-hop à faire évoluer la société est l'avènement du premier animateur de télévision noir en France, étape historique ; Il s'agit de Sidney, dont l'émission H.I.P. H.O.P. est également la première au monde entièrement hip-hop.
Confrontant aussi une culture dominante, le hip-hop est le lieu d’une dimension de « subculture résistante ». Comme le souligne Osumare, les personnes adhérant aux valeurs du hip-hop, en particulier à ses débats, sont souvent victimes d’une marginalisation sociale, et luttent par le fait même pour une meilleure inclusion, pour elles-mêmes et pour les autres. Ailane voit même une dimension militante à ces mouvements en raison des actions tournées vers l’aide à la jeunesse de la rue.

## Médias

### Presse écrite
De nombreux magazines ou journaux, dans le monde entier, font état de la culture du hip-hop, par exemple Ego trip ou URB en font partie.
En France, les magazines sur le hip-hop et le rap sont très nombreux notamment l'Affiche, RER, Radikal, Get Busy, The Source, Groove Magazine, Rap Mag, Rap Us, 5styles, Don't Stop, Rap Addict, et Planet Rap. Tous ces derniers sont disparus. Sont encore d'actualité deux magazines tels que R.A.P R&B et Da Vibe qui a aussi sa webzine. Suit une vague de médias gratuits, sur le net ou sur papier. Quant aux fanzines, à noter le retour de Down With This, consacré au hip-hop français (1993/1999) sur le net depuis le 5 mai 2012.

### Radio
Le premier show de hip-hop à la radio est le Mr. Magic's Disco Showcase, sur WHBI 105.9 FM, à New York, vers 1979.
En France, les radios libres sont apparues en 1981, date du premier mandat de François Mitterrand. Les premiers DJ français à avoir joué du rap sont les DJ funk de l'époque tels que Sidney (Radio 7) et Dee Nasty (Carbonne 14), suivi de Cut Killer entre autres. Radio Nova sera la radio de référence pour le hip-hop. Au milieu des années 1990, des radios dites « généralistes », comme Skyrock, ont ensuite « accaparé » ce mouvement, le réduisant progressivement à sa partie la plus « grand public ». Des radios comme Générations (radio), Fréquence Paris Plurielle (à Paris) ou encore Booster (à Toulouse) proposent des émissions plus pointues sur le sujet. Radio libertaire avec l'émission Réveil hip-hop (diffusant entre autres du rap politique).
Avec l'apparition d'Internet, de nombreuses nouvelles émissions voient le jour entre 2005 et 2010. Fan de hip-hop et webzines ont lancé leurs propres médias, tel que hip-hop Session et son émission éponyme ou encore Welcome To The G Point sur Common Wave Radio.

### Télévision
À la télévision, le thème du hip-hop est attribué à des chaînes telles que MTV et Trace Urban. En France, il est attribué à des chaînes comme M6 (M6 Music Black et RapLine) et OFive.TV.

### Cinéma
Le mouvement hip-hop est présent sous plusieurs formes au cinéma :
- tout d'abord en tant que musique de film, où les morceaux de rap accompagnent souvent des scènes à caractère urbain, mais aussi parfois des séquences plus exotiques comme du western dans Django Unchained de Quentin Tarantino ;
- ensuite comme thème, qu'il s'agisse de documentaires sur la banlieue ou les cultures urbaines ou encore de fictions se déroulant dans ce genre de cadre ;
- enfin de nombreux « biopics » concernent des stars du mouvement hip-hop, comme le film autobiographique 8 Mile du rappeur Eminem.

### Ouvrages
- Hugues Bazin, La culture hip-hop, Desclée De Brouwer, Paris, 1995 (nombreuses rééditions), 305 p.  (ISBN 2-220-03647-2)
- Sylvain Bertot, Rap, Hip-hop : Trente années en 150 albums de Kurtis Blow à Odd Future, Le Mot et le Reste, 2012, 384 p.  (ISBN 978-2-3605-4051-8)
- Vincent Piolet (préf. Dee Nasty, postface Solo), Regarde ta jeunesse dans les yeux. Naissance du hip-hop français 1980-1990, Marseille, Le Mot et le Reste, 2017 (1re éd. 2015), 362 p. (ISBN 978-2-36054-290-1)
- Vincent Piolet, Hip-Hop 360, Paris, RMN, 2021, 196 p. (ISBN 978-2711878840)
- Thomas Blondeau et Fred Hanak, Combat rap : 25 ans de hip-hop : entretiens, Le Castor astral, Bordeaux, 2007, 214 p.  (ISBN 978-2-8592-0713-7)
- Olivier Cachin, Hip hop : l'authentique histoire en 101 disques essentiels, Scali, 2007, 563 p.  (ISBN 978-2-35012-189-5)
- Jeff Chang, Can't Stop Won't Stop : Une histoire de la génération hip-hop (Broché), Allia, 2006, 665 p.  (ISBN 2-844-85229-7)
- Denis-Constant Martin (dir.), Quand le rap sort de sa bulle. Sociologie politique d'un succès populaire, Éd. Mélanie Seteun, Bordeaux, 2010. Premier ouvrage de sociologie et de musicologie consacré à l'artiste et à son impact dans la société française.
- Sheyen Gamboa, hip hop, l'histoire de la danse préfacé par Joeystarr Editions Scali, 2008
- Isabelle Kauffmann, Génération du hip-hop : danser au défi des assignations, université de Nantes, 2007 (thèse de sociologie)
- Didier Stiers, Flashback : histoire(s) de la danse hip hop en Belgique, Éditions Couleur livres, Charleroi ; Lezarts urbains, Bruxelles, 2007, 143 p.  (ISBN 978-2-87003-478-1)
- David Dufresne, Yo ! révolution rap, les éditions Ramsa, 1991, 160 p.  (ISBN 2-859-56914-6)
- Christian Béthune, Le rap - Une esthétique hors la loi, Collection mutations, Autrement, 2003, 245 p  (ISBN 2-7467-0384-X)
- Gérôme Guibert & Emmanuel Parent (dir.), Dossier Hip hop, Volume ! (no 3-2), Bordeaux, Éditions Mélanie Seteun, 2004.
- Fatou Kandé Senghor, Wala Bok, une histoire orale du hip hop au Sénégal, Dakar, Sénégal, Éditions Amalion, 2015,  (ISBN 9782359260151), [lire en ligne]
- Yvan Tessier, Paris art libre dans la ville, Éditions Hersher, 1991  (ISBN 2-7335-0195-X)
- Henry Chalfant and James Prigoff, Spraycan Art, Thames and Hudson, 1987  (ISBN 0-500-27469-X)
- MPG Art, La rue aux artistes, éditions Guillaume Garouste Ategalore, 2004  (ISBN 2-9523191-0-3)
- S.H. Fernando Jr, The new beats : musique,culture et attitudes du Hip-Hop, éditions de L'éclat, 2008  (ISBN 978-2-84162-174-3)

### Articles

#### En français
- Kitwana Bakari,, « De la transformation du mouvement culturel hip-hop en pouvoir politique », Diogène, no 203,‎ 2003, p. 139-145 (lire en ligne)
- Sudre David, « Le hip-hop ball américain, une culture adolescente du basket en banlieue parisienne », Agora débats/jeunesses, no 68,‎ mars 2014, p. 99-112 (lire en ligne)
- Béthune Christian, « Du jazz au rap », Le Rap. Une esthétique hors la loi, sous la direction de Béthune Christian. Paris, Autrement, « Mutations »,‎ 2003, p. 30-46 (lire en ligne)
- Lizaire Evenson, « La résonance biographique du rap : entre sens commun et communauté de sens », Le sujet dans la cité, no 5,‎ février 2014, p. 201-213 (lire en ligne)
- Cornic Pauline, « Blues, féminisme et société : le cas Lucille Bogan », Volume,‎ janvier 2019, p. 159-162 (lire en ligne)
- François-Xavier Hubert, « Ornette : Equality is… something else ! », Volume,‎ 2018 (lire en ligne)
- Diallo David,, « Intertextuality in Rap Lyrics », », Revue française d’études américaines, no 142,‎ janvier 2015, p. 40-54 (lire en ligne)
- Séverin Guillard, « Le rap, miroir déformant des relations raciales dans les villes des États-Unis » », Géoconfluences,,‎ janvier 2016 (lire en ligne)
- Guillaume Lessard, « Du gangsta rap au hip-hop conscient: subversions et alternatives critiques en réponse aux mythes américains », Conflits et sociétés, vol. 34, no 1,‎ 2017 (lire en ligne)
- Boris Bastide, « En 2015, les superstars du rap américain à l'assaut des dernières citadelles blanches », Slate,‎ 10 juillet 2015 (lire en ligne)
- Christian Béthune, « Le hip hop : une expression mineure », Volume !,‎ 2011 (lire en ligne)
- Gabriella Djerrahian, « Éléments d’une négritude mondialisée : le hip-hop et la conscience raciale chez de jeunes Israéliens d’origine éthiopienne », Cahiers de recherche sociologique, no 49,‎ 2010 (lire en ligne)

#### En anglais
- (en-US) Morgan, Marcyliena, and Dionne Bennett., « Hip-Hop & the Global Imprint of a Black Cultural Form », Daedalus, vol. 140, no 2,‎ 2011, p. 176-196 (lire en ligne)
- (en-US) Wilma J. Henry & Andrea Jackson, « Hip-Hop’s Influence on the Identity Development of Black Female College Students: A Literature Review », Journal of college Student Developement,‎ 1er mai 2010, p. 237-251
- (en-US) Awad El Karim M. Ibrahim, « Becoming Black: Rap and Hip-Hop, Race, Gender, Identity, and the Politics of ESL Learning », TESOL Quarterly, vol. 33, no 3,‎ 1999 (lire en ligne)
- (en-US) Neena Speer, « Hip-Hop and Black Identity: A Meta-Analytic Review Explaining How Modern Hip-Hop Relates to Black Identity and How It Has Created Signs of Comp », University of Kentucky,‎ 5 avril 2014 (lire en ligne)
- (en-US) Andreana Clay, « Keepin' it Real: Black Youth, Hip-Hop Culture, and Black Identity », American Behavioral Scientist, vol. 46,‎ 1er juin 2003, p. 1346-1358 (lire en ligne)
- (en-US) Toby S. Jenkins, « A Beautiful Mind:Black Male Intellectual Identity and Hip-Hop Culture », Journal of Black Studies,‎ 2011 (lire en ligne)
- (en-US) Ralph H. Saunders, « Kickin' Some Knowledge: Rap and the Construction of Identity in the African-American Ghetto », Arizona Anthropologist, vol. 10,‎ 1993 (lire en ligne)
- (en-US) Alyssa S. Woods, « Rap Vocality and The Construction of Identify », University of Michigan,‎ 2009 (lire en ligne)
- (en-US) Becky Blanchard, « The Social Significance of Rap & Hip-Hop Culture », EDGE,‎ 26 juillet 1999 (lire en ligne)
- (en-US) Vonda Powell, « A social identity framework of American hip-hop cultural performance », Social Identities,‎ 27 octobre 2009 (lire en ligne)
- (en-US) Candice M. Jenkins, « Introduction: "Reading" Hip-Hop Discourse in the Twenty-First Century », African American Review, vol. 46, no 1,‎ 2013 (lire en ligne)

### Magazines
- All that Sheet/Libre Zulu n*4, Histoire du mouvement hip hop en Europe, fanzine francophone, 1993.
- Get Busy (Sear ...), fanzine francophone
- Down With This (Nobel ...), fanzine francophone
- Rapport de forces, fanzine francophone

## Filmographie

### Documentaires
- Style Wars, par Henry Chalfant et Tony Silver (1983). Documentaire traitant du graffiti sur les trains à New York dans les années 1970 et début 1980.
- Scratch, par Doug Pray (2001). Documentaire sur la culture hip-hop et les disc jockeys.
- La face B du hip-hop, par Mouloud Achour et Ariel Wizman (2003) État des lieux de la culture hip hop et du "rap business". Des États-Unis à la France.
- Hip Hop com Dendê (2005), par Fabíola Aquino et Lílian Machado
- Rize, par David LaChapelle (2005) . Documentaire sur le Krump (ou Clowning), son histoire, ses origines, son développement.
- The Furious Force of Rhymes, par Joshua Atesh Litle (2010). Documentaire sur le rap à travers le monde.
- Paris HipHop 2011, par Paul Florent (2011). Ce documentaire décrypte le lien entre Paris et le mouvement hip hop et dresse le bilan de trente années d'activité dans la métropole[119].
- Style Wars 2, par Veli Silver et Amos Angeles (2014).
- Afrikaaps, documentaire réalisé par Dylan Valley (en) en 2010.
- Luc Lagier, « Rap et Cinéma », sur Blow Up, Arte, 24 novembre 2021.

### Fictions
- Zulu, film de Cy Endfield (1964) (le film ne porte pas sur le Hip-Hop. Néanmoins, il a inspiré Kevin Donovan dans le choix de son pseudonyme : Afrika Bambaataa)
- Wild Style, film de Charlie Ahern (1982).
- Beat Street, film de Stan Lathan (1984)
- Colors, film de Dennis Hopper (1988)
- Menace II Society, film de Albert & Allen Hughes (1993)
- La Haine, film de Mathieu Kassovitz (1995)
- Ma 6-T va crack-er, film de Jean-François Richet (1997)
- Slam, film de Marc Levin (1997)
- Whiteboys, film de Marc Levin (1999)
- Comme un aimant, film de Akhenaton et Kamel Saleh (2000)
- Save the Last Dance, film de Thomas Carter (2001).
- 8 Mile, film de Curtis Hanson avec : Eminem (2002).
- Honey, film de Billie Woodruff (2003) et Dance Battle: Honey 2 (Honey 2) du même réalisateur (2011)
- On n'est pas des marques de vélo, film de Jean-Pierre Thorn avec Kool Shen (2002)
- Street Dancers, film de Chris Stokes (2004).
- Sexy Dance, film de Anne Fletcher (2006), ainsi que Sexy Dance 2 (2008), Sexy Dance 3D (2010) et Sexy Dance 4: Miami Heat (2012).
- Breakout, film de Mike Eschmann avec : Mélanie Winniger, Nils Althaus & Stress (2007).
- Steppin', film de Sylvain White (2007).
- Wackness, film de Jonathan Levine (2008).
- Center Stage Turn It Up, film de Steven Jacobson (2008)
- Fish Tank, film d'Andrea Arnold (2009)
- Street Dance, un film de Max Giwa et Dania Pasquiniand (2010) et StreetDance 2 des mêmes réalisateurs (2012)
- Battle of the Year, de Benson Lee (en) (2013)
- Qu'Allah bénisse la France, d'Abd Al Malik (2014)
- The Get Down, série télévisée sur la naissance de ce mouvement (2016)
- Break, film français de Marc Fouchard (2018)